# Cobla (literatura trovadoresca)
A cobla (também grafada copla ou cobra) é a unidade estrófica básica da poesia trovadoresca. No século XIV, o poeta Guilhem Molinier, em seu tratado leys d'Amor, ensinava que:
"A cobla significa ajustamento, pois inclui ao menos cinco versos, os quais, juntos, formam uma estrutura fechada que, ao ser concluída, alcança uma pausa rítmica."
A cobla esparsa é um poema formado por uma única cobla, comum na tradição trovadoresca como peça lírica independente, em contraste com sequências estróficas mais longas. A cauda é a metade final da cobla.

## Classificações
A classificação das coblas baseia-se nos sons e na distribuição das rimas. Elas podem ser:
1. Coblas unissonans (uníssonas): quando o poema apresenta o mesmo esquema de rimas e os mesmos sons rimáticos em todas as estrofes.
2. Coblas alternadas: quando mantêm o mesmo esquema de rimas, mas com sons rimáticos alternados.
3. Coblas doblas (duplas): quando seguem o mesmo esquema de rimas, mas com mudanças de sons rimáticos a cada duas estrofes.
4. Coblas ternas (triplas): com mudanças de sons rimáticos a cada três estrofes.
5. Coblas singulares: quando seguem o mesmo esquema de rimas, mas sons rimáticos distintos em cada estrofe.
6. Coblas esparsas: quando um poema é composto por estrofes únicas e independentes.
7. Coblas retrogradadas (retrógradas): quando os sons rimáticos mudam de posição conforme um padrão fixo ou uma permutação.[6]
8. Coblas capcaudadas (cabeça-cauda): quando o último som rimático da primeira estrofe se torna o primeiro da segunda estrofe e sucessivamente.
9. Coblas capfinidas (cabeça-findada): quando a primeira linha de cada estrofe contém a última palavra rimada da anterior.